# 글앤그림미디어
글앤그림미디어(영어: STORY & PICTURES MEDIA)는 대한민국의 드라마 제작 기업으로 카카오 (Kakao)의 자회사 카카오엔터테인먼트의 자회사이며 2020년 7월에 카카오엔터테인먼트에 인수되었다.

## 드라마 제작 작품
| 연도 | 방송사 / 요일            | 제목                    | 관련 내용 | 각주 |
| ---- | ------------------------ | ----------------------- | --------- | ---- |
| 2018 | JTBC 금토드라마          | 《미스티》              |           |      |
| 2019 | tvN 토일드라마           | 《로맨스는 별책부록》   |           |      |
| 2020 | MBC 수목드라마           | 《나를 사랑한 스파이》  |           |      |
| 2020 | 카카오TV 오리지널 드라마 | 《도시남녀의 사랑법》   |           |      |
| 2023 | tvN                      | 《청춘월담》            |           |      |
| 2023 | 넷플릭스                 | 《경성크리처》          |           |      |
| 2024 | JTBC                     | 《히어로는 아닙니다만》 |           |      |
| 2024 |                          |                         |           |      |

## 소속 작가
- 정현정
- 김보현
- 마진원
- 이성은
- 이지민
- 유병우

## 같이 보기
- 카카오엔터테인먼트